# 高槻市立第四中学校
高槻市立第四中学校（たかつきしりつ だいよんちゅうがっこう）は、大阪府高槻市大畑町にある公立中学校。略称は四中、第四中、高槻四中、高四など。
旧三島郡富田町の中学校として、1947年に創立した。

## 沿革
- 1947年4月1日 - 三島郡富田町立中学校として創立。
- 1956年9月 - 富田町が高槻市に編入したことに伴い、高槻市立富田中学校と改称。
- 1957年4月 - 高槻市立第四中学校と改称。
- 1992年 - 文部省から、同和教育の研究校に指定される。
- 1995年 - 大阪府教育委員会から、「ふれ愛教育推進事業」実施校に指定される。
- 2001年 - 高槻市教育センターから、情報教育の研究校に指定される。

## 通学区域
- 高槻市立富田小学校
- 高槻市立赤大路小学校

## 交通
- 東海道本線（JR京都線） 摂津富田駅 北へ約150m。
- 阪急京都線 富田駅 北へ約500m。